# Baisweil
Baisweil é um município da Alemanha, situado no distrito da Algóvia Oriental, no estado da Baviera. Tem 26,28 km² de área, e sua população em 2019 foi estimada em 1 300 habitantes.